# (74075) 1998 MG29
(74075) 1998 MG29 – planetoida z pasa głównego asteroid okrążająca Słońce w ciągu 4,23 lat w średniej odległości 2,62 j.a. Odkryta 24 czerwca 1998 roku.